# 丘爾皮里山
18°58′39″S 66°38′24″W / 18.97750°S 66.64000°W

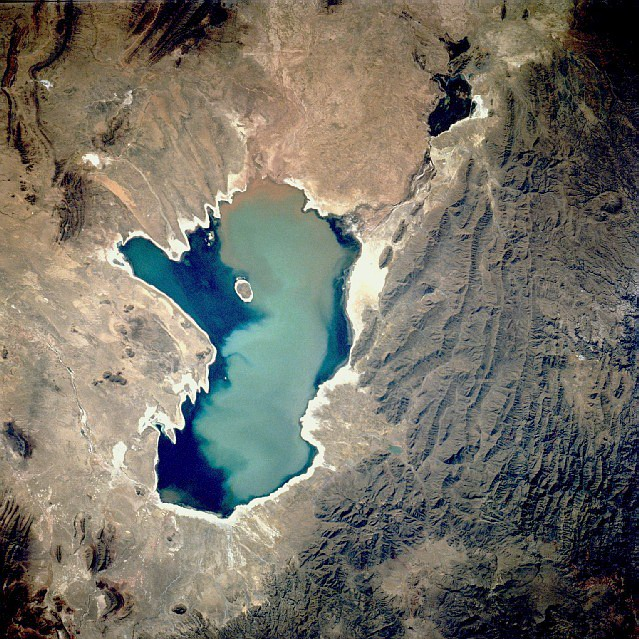

丘爾皮里山（Chullpiri），是玻利維亞的山峰，位於該國奧魯羅省的塞瓦斯蒂安帕加多爾省，處於波波湖以東、維拉西爾卡山和錫爾基山東南面、查利亞普赫魯山東北面，屬於安第斯山脈的一部分，海拔高度5,018米。